# Campeonato Mundial de Waterpolo Femenino de 2022
El XV Campeonato Mundial de Waterpolo Femenino se celebró en Budapest (Hungría) entre el 20 de junio y el 2 de julio de 2022 dentro del XIX Campeonato Mundial de Natación. El evento fue organizado por la Federación Internacional de Natación (FINA) y la Federación Húngara de Natación.
Un total de dieciséis selecciones nacionales afiliadas a la FINA compitieron por el título mundial, cuyo anterior portador era el equipo de Estados Unidos, vencedor del Mundial de 2019. 
La selección de Estados Unidos se adjudicó la medalla de oro al derrotar en la final al equipo de Hungría con un marcador de 9-7. En el partido por el tercer puesto el conjunto de los Países Bajos venció al de Italia.

## Sedes
| Foto | Grupo          | Ciudad   | Instalación                              | Capacidad |
| ---- | -------------- | -------- | ---------------------------------------- | --------- |
|      | A y fase final | Budapest | Centro Nacional de Natación Alfréd Hajós | 5000      |
|      | B              | Debrecen | Piscina Deportiva de Debrecen            | 3500      |
|      | C              | Sopron   | Piscina Deportiva de Sopron              | 1500      |
|      | D              | Szeged   | Complejo Deportivo Tiszavirág            | 3000      |

## Grupos
| Grupo A  | Grupo B        | Grupo C       | Grupo D   |
| -------- | -------------- | ------------- | --------- |
| Italia   | Estados Unidos | Brasil        | Tailandia |
| Hungría  | Países Bajos   | Kazajistán    | Francia   |
| Canadá   | Sudáfrica      | Nueva Zelanda | Grecia    |
| Colombia | Argentina      | Australia     | España    |

## Fase preliminar
- Todos los partidos en la hora local de Hungría (UTC+2).

El primer equipo de cada grupo pasa directamente a los cuartos de final. Los equipos clasificados en segundo y tercer puesto tienen que disputar primero la clasificación a cuartos.

### Grupo A
| Equipo   | J | G | E | P | GF | GC | DG  | PTS |
| -------- | - | - | - | - | -- | -- | --- | --- |
| Italia   | 3 | 2 | 1 | 0 | 48 | 21 | +27 | 5   |
| Hungría  | 3 | 2 | 0 | 1 | 55 | 21 | +34 | 4   |
| Canadá   | 3 | 1 | 1 | 1 | 36 | 20 | +16 | 3   |
| Colombia | 3 | 0 | 0 | 3 | 11 | 88 | -77 | 0   |

- Resultados

| Fecha | Hora  | Partido  | Partido | Partido  | Resultado |
| ----- | ----- | -------- | ------- | -------- | --------- |
| 20.06 | 19:30 | Canadá   | -       | Italia   | 7-7       |
| 20.06 | 21:00 | Hungría  | -       | Colombia | 35-4      |
| 22.06 | 19:30 | Colombia | -       | Canadá   | 2-22      |
| 22.06 | 21:00 | Italia   | -       | Hungría  | 10-9      |
| 24.06 | 19:30 | Italia   | -       | Colombia | 31-5      |
| 24.06 | 21:00 | Hungría  | -       | Canadá   | 11-7      |

- (¹) – Todos en Budapest.

### Grupo B
| Equipo         | J | G | E | P | GF | GC | DG  | PTS |
| -------------- | - | - | - | - | -- | -- | --- | --- |
| Estados Unidos | 3 | 3 | 0 | 0 | 58 | 12 | +46 | 6   |
| Países Bajos   | 3 | 2 | 0 | 1 | 58 | 18 | +40 | 4   |
| Argentina      | 3 | 1 | 0 | 2 | 16 | 58 | -42 | 2   |
| Sudáfrica      | 3 | 0 | 0 | 3 | 9  | 53 | -44 | 0   |

- Resultados

| Fecha | Hora  | Partido        | Partido | Partido        | Resultado |
| ----- | ----- | -------------- | ------- | -------------- | --------- |
| 20.06 | 18:00 | Sudáfrica      | -       | Estados Unidos | 2-24      |
| 20.06 | 19:30 | Países Bajos   | -       | Argentina      | 29-6      |
| 22.06 | 18:00 | Argentina      | -       | Sudáfrica      | 7-6       |
| 22.06 | 19:30 | Estados Unidos | -       | Países Bajos   | 11-7      |
| 24.06 | 18:00 | Estados Unidos | -       | Argentina      | 23-3      |
| 24.06 | 19:30 | Países Bajos   | -       | Sudáfrica      | 22-1      |

- (¹) – Todos en Debrecen.

### Grupo C
| Equipo        | J | G | E | P | GF | GC | DG  | PTS |
| ------------- | - | - | - | - | -- | -- | --- | --- |
| Australia     | 3 | 3 | 0 | 0 | 47 | 13 | +34 | 6   |
| Nueva Zelanda | 3 | 2 | 0 | 1 | 29 | 30 | -1  | 4   |
| Kazajistán    | 3 | 1 | 0 | 2 | 27 | 40 | -13 | 2   |
| Brasil        | 3 | 0 | 0 | 3 | 19 | 39 | -20 | 0   |

- Resultados

| Fecha | Hora  | Partido       | Partido | Partido       | Resultado |
| ----- | ----- | ------------- | ------- | ------------- | --------- |
| 20.06 | 18:00 | Nueva Zelanda | -       | Brasil        | 12-8      |
| 20.06 | 19:30 | Kazajistán    | -       | Australia     | 6-19      |
| 22.06 | 18:00 | Australia     | -       | Nueva Zelanda | 11-2      |
| 22.06 | 19:30 | Brasil        | -       | Kazajistán    | 6-10      |
| 24.06 | 18:00 | Brasil        | -       | Australia     | 5-17      |
| 24.06 | 19:30 | Kazajistán    | -       | Nueva Zelanda | 11-15     |

- (¹) – Todos en Sopron.

### Grupo D
| Equipo    | J | G | E | P | GF | GC | DG  | PTS |
| --------- | - | - | - | - | -- | -- | --- | --- |
| Grecia    | 3 | 2 | 1 | 0 | 53 | 15 | +38 | 5   |
| España    | 3 | 2 | 1 | 0 | 58 | 20 | +38 | 5   |
| Francia   | 3 | 1 | 0 | 2 | 36 | 41 | -5  | 2   |
| Tailandia | 3 | 0 | 0 | 3 | 11 | 82 | -71 | 0   |

- Resultados

| Fecha | Hora  | Partido   | Partido | Partido   | Resultado |
| ----- | ----- | --------- | ------- | --------- | --------- |
| 20.06 | 18:00 | Grecia    | -       | Tailandia | 28-1      |
| 20.06 | 19:30 | Francia   | -       | España    | 8-18      |
| 22.06 | 18:00 | España    | -       | Grecia    | 10-10     |
| 22.06 | 19:30 | Tailandia | -       | Francia   | 8-24      |
| 24.06 | 18:00 | Tailandia | -       | España    | 2-30      |
| 24.06 | 19:30 | Francia   | -       | Grecia    | 4-15      |

- (¹) – Todos en Szeged.

## Fase final
- Todos los partidos en la hora local de Hungría (UTC+2).

|  | Clasif. a cuartos | Clasif. a cuartos |               |                | Cuartos de final | Cuartos de final |        |              | Semifinales  | Semifinales |  |  | Final      | Final      |
|  | 26 de junio       | 26 de junio       |               |                | 28 de junio      | 28 de junio      |        |              | 30 de junio  | 30 de junio |  |  | 2 de julio | 2 de julio |
|  |                   |                   |               |                |                  |                  |        |              |              |             |  |  |            |            |
|  |                   |                   |               |                |                  |                  |        |              |              |             |  |  |            |            |
|  |                   |                   |               |                |                  |                  |        |              |              |             |  |  |            |            |
|  | Italia            | 17                |               |                |                  |                  |        |              |              |             |  |  |            |            |
|  | Italia            | 17                | Nueva Zelanda | 13             |                  |                  |        |              |              |             |  |  |            |            |
|  |                   | Francia           | Nueva Zelanda | 13             | 7                |                  |        |              |              |             |  |  |            |            |
|  | Francia PEN       | Francia           | 14            |                | 7                | Italia           | 6      |              |              |             |  |  |            |            |
|  | Francia PEN       |                   | 14            |                |                  | Italia           | 6      |              |              |             |  |  |            |            |
|  |                   |                   |               | Estados Unidos | 14               |                  |        |              |              |             |  |  |            |            |
|  | Estados Unidos    | 13                |               | Estados Unidos | 14               |                  |        |              |              |             |  |  |            |            |
|  | Estados Unidos    | 13                | Kazajistán    | 1              |                  |                  |        |              |              |             |  |  |            |            |
|  |                   | España            | Kazajistán    | 1              | 8                |                  |        |              |              |             |  |  |            |            |
|  | España            | España            | 14            |                | 8                | Estados Unidos   | 9      |              |              |             |  |  |            |            |
|  | España            |                   | 14            |                |                  | Estados Unidos   | 9      |              |              |             |  |  |            |            |
|  |                   |                   |               | Hungría        | 7                |                  |        |              |              |             |  |  |            |            |
|  | Australia         | 6                 |               | Hungría        | 7                |                  |        |              |              |             |  |  |            |            |
|  | Australia         | 6                 | Hungría       | 23             |                  |                  |        |              |              |             |  |  |            |            |
|  |                   | Hungría           | Hungría       | 23             | 7                |                  |        |              |              |             |  |  |            |            |
|  | Argentina         | Hungría           | 6             |                | 7                | Hungría          | 13     | Tercer lugar | Tercer lugar |             |  |  |            |            |
|  | Argentina         |                   | 6             |                |                  | Hungría          | 13     | Tercer lugar | Tercer lugar |             |  |  |            |            |
|  |                   |                   |               | Países Bajos   | 12               |                  |        |              |              |             |  |  |            |            |
|  | Grecia            | 7                 |               | Países Bajos   | 12               |                  |        |              |              |             |  |  |            |            |
|  | Grecia            | 7                 | Canadá        | 7              |                  |                  | Italia | 5            |              |             |  |  |            |            |
|  |                   | Países Bajos      | Canadá        | 7              | 12               |                  | Italia | 5            |              |             |  |  |            |            |
|  | Países Bajos      | Países Bajos      | 10            |                | 12               | Países Bajos     | 7      |              |              |             |  |  |            |            |
|  | Países Bajos      |                   | 10            |                |                  | Países Bajos     | 7      |              |              |             |  |  |            |            |

### Clasificación a cuartos
| Fecha | Hora  | Partido       | Partido | Partido      | Resultado |
| ----- | ----- | ------------- | ------- | ------------ | --------- |
| 26.06 | 14:00 | Canadá        | -       | Países Bajos | 7-10      |
| 26.06 | 15:30 | Nueva Zelanda | -       | Francia      | 13-14 PEN |
| 26.06 | 17:00 | Kazajistán    | -       | España       | 1-14      |
| 26.06 | 18:30 | Hungría       | -       | Argentina    | 23-6      |

- (¹) – Todos en Budapest.

### Cuartos de final
| Fecha | Hora  | Partido        | Partido | Partido      | Resultado |
| ----- | ----- | -------------- | ------- | ------------ | --------- |
| 28.06 | 13:00 | Italia         | -       | Francia      | 17-7      |
| 28.06 | 16:00 | Estados Unidos | -       | España       | 13-8      |
| 28.06 | 19:30 | Grecia         | -       | Países Bajos | 7-12      |
| 28.06 | 21:00 | Australia      | -       | Hungría      | 6-7       |

- (¹) – Todos en Budapest.

### Semifinales
| Fecha | Hora  | Partido | Partido | Partido        | Resultado |
| ----- | ----- | ------- | ------- | -------------- | --------- |
| 30.06 | 16:00 | Italia  | -       | Estados Unidos | 6-14      |
| 30.06 | 21:00 | Hungría | -       | Países Bajos   | 13-12     |

- (¹) – En Budapest.

### Tercer lugar
| Fecha | Hora  | Partido | Partido | Partido      | Resultado |
| ----- | ----- | ------- | ------- | ------------ | --------- |
| 02.07 | 14:30 | Italia  | -       | Países Bajos | 5-7       |

- (¹) – En Budapest.

### Final
| Fecha | Hora  | Partido        | Partido | Partido | Resultado |
| ----- | ----- | -------------- | ------- | ------- | --------- |
| 02.07 | 20:00 | Estados Unidos | -       | Hungría | 9-7       |

- (¹) – En Budapest.

### Partidos de clasificación
5.º a 8.º lugar
| Fecha | Hora  | Partido   | Partido | Partido | Resultado |
| ----- | ----- | --------- | ------- | ------- | --------- |
| 30.06 | 14:30 | Francia   | -       | España  | 5-18      |
| 30.06 | 19:30 | Australia | -       | Grecia  | 16-14 PEN |

- (¹) – En Budapest.

Séptimo lugar
| Fecha | Hora  | Partido | Partido | Partido | Resultado |
| ----- | ----- | ------- | ------- | ------- | --------- |
| 02.07 | 13:00 | Francia | -       | Grecia  | 7-16      |

- (¹) – En Budapest.

Quinto lugar
| Fecha | Hora  | Partido | Partido | Partido   | Resultado |
| ----- | ----- | ------- | ------- | --------- | --------- |
| 02.07 | 17:00 | España  | -       | Australia | 8-5       |

- (¹) – En Budapest.

## Medallero
| Estados Unidos | Hungría | Países Bajos |
| Rachel Fattal Kaleigh Gilchrist Stephania Haralabidis Ava Elizabeth Johnson Ashleigh Johnson Amanda Longan Denise Mammolito Madeline Musselman Ryann Neushul Tara Prentice Jordan Raney Margaret Steffens Bayley Weber | Kamilla Faragó Edina Gangl Krisztina Garda Gréta Gurisatti Rita Keszthelyi Dóra Leimeter Alda Magyari Geraldine Mahieu Zsuzsanna Máté Rebecca Parkes Natasa Rybanska Dorottya Szilágyi Vanda Vályi | Laura Aarts Sarah Buis Nina ten Broek Kitty Joustra Ilse Koolhaas Simone van de Kraats Lola Moolhuijzen Maxine Schaap Vivian Sevenich Brigitte Sleeking Sabrina van der Sloot Rozanne Voorvelt Iris Wolves |
| Adam Krikorian (seleccionador) | Attila Bíró (seleccionador) | Evanyelos Dudesis (seleccionador) |

## Estadísticas

### Clasificación general
| 1. Estados Unidos |
| 2. Hungría        |
| 3. Países Bajos   |
| 4. Italia         |
| 5. España         |
| 6. Australia      |
| 7. Grecia         |
| 8. Francia        |
| 9. Canadá         |
| 10. Nueva Zelanda |
| 11. Kazajistán    |
| 12. Argentina     |
| 13. Sudáfrica     |
| 14. Brasil        |
| 15. Tailandia     |
| 16. Colombia      |

### Máximas goleadoras
| Núm. | Nombre                | Selección      | Goles | Tiros | %    | Partidos jugados |
| ---- | --------------------- | -------------- | ----- | ----- | ---- | ---------------- |
| 1    | Beatriz Ortiz         | España         | 21    | 44    | 48 % | 7                |
| 1    | Judith Forca          | España         | 21    | 46    | 46 % | 7                |
| 3    | Madeline Musselman    | Estados Unidos | 20    | 28    | 71 % | 6                |
| 4    | Stephania Haralabidis | Estados Unidos | 18    | 27    | 67 % | 6                |
| 4    | Simone van de Kraats  | Países Bajos   | 18    | 35    | 51 % | 7                |
| 4    | Rita Keszthelyi       | Hungría        | 18    | 46    | 39 % | 7                |
| 7    | Lola Moolhuijzen      | Países Bajos   | 17    | 30    | 57 % | 7                |
| 7    | Sofia Giustini        | Italia         | 17    | 32    | 53 % | 6                |
| 7    | Gréta Gurisatti       | Hungría        | 17    | 38    | 45 % | 7                |
| 7    | Elena Ruiz            | España         | 17    | 41    | 41 % | 7                |

Fuente: 